# Lucretia Johansdotter (Gyllenhielm)
Lucretia Johansdotter (Gyllenhielm), född 1561, död 1585, var en svensk adelsdam. 
Hon var dotter till Johan III och Katarina Hansdotter. Hennes syskon togs från moderns vårdnad vid faderns giftermål 1562, men Lucretia fick stanna hos modern på grund av sin ålder. Lucretia adlades Gyllenhielm 1577 samtidigt som systern Sofia och brodern Julius; brodern kallades från det året ofta Gyllenhielm, medan Sofia och systern omväxlande använde namnet och sitt patronymikon Johansdotter. Lucretia uppges ha varit Johans favoritbarn. Hon trolovades med friherre Karl Gustavsson (Stenbock) (1537?–1609), som efter hennes död gifte sig med hennes halvsyster Brita Claesdotter Westgöthe.
Lucretia avled ogift 1585. Vid hennes död misstänkte kungen att hon dött genom trolldom och lät göra en undersökning. Kerstin Gabrielsdotter, gift med Joen Nilsson, Smålands ståthållare utpekades av Lucretias trolovade och anklagades för att ha mördat Lucretia med hjälp av häxeri.